# Margaret Stuart (Leichtathletin)
Margaret Stuart (Margaret Fiona Stuart; * 5. Juni 1934 in Hastings; † 10. September 1999) war eine neuseeländische Hürdenläuferin und Sprinterin.
1956 erreichte sie bei den Olympischen Spielen in Melbourne über 80 m Hürden das Halbfinale und schied über 100 m im Vorlauf aus.
Bei den British Empire and Commonwealth Games 1958 in Cardiff wurde sie Vierte über 80 m Hürden und kam mit der neuseeländischen 4-mal-110-Yards-Stafette auf den vierten Platz. Über 100 Yards schied sie im Halbfinale aus.

## Persönliche Bestzeiten
- 100 Yards: 10,8 s, 1958
- 80 m Hürden: 10,8 s, 7. April 1958, Hastings